# Убийство на Андрей Карлов
Убийството на Андрей Карлов е атентат, при който на 19 декември 2016 г. е смъртно ранен посланикът на Русия в Турция.
Карлов е застрелян, докато държи реч на изложба от Мевлют Мерт Алтънташ в Анкара, Турция. Счита се, че атентаторът е бивш турски полицай, който, след като прострелва посланика, извиква: „Аллах Акбар, Аллах Акбар. Не забравяйте Алепо, не забравяйте Сирия. Ако нашите провинции не са спокойни, няма да се чувствате в безопасност. Стой назад, стой назад. Само смъртта ни отвежда далеч от тук. Всеки човек, който има пръст в тази жестокост ще плати“.
Убийството се случва след няколко дни на протести от турците, срещу руската намеса в сирийската гражданска война и битката за Алепо, въпреки че руските и турските правителства преговарят за прекратяване на огъня.